# ارغوانه
ارغوانه (نام علمی: Cercidiphyllum) یا کاتسورا نام یک سرده از راسته انجیلی‌سانان است.
برگ‌های ارغوانه‌ها به برگ‌های ارغوان شباهت دارد.